# Кваркваре
Кваркваре (груз. ყვარყვარე) — приключенческий художественный фильм, снятый режиссёром Деви Абашидзе в 1978 году по пьесе Поликарпе Какабадзе «Кваркваре Тутабери».

## Сюжет
Фильм является политической сатирой на мелкобуржуазный мир конца XIX — начала XX века. По сюжету, полиция находит в мельнице лентяя и бездельника Кваркваре. По ошибке его принимают за революционера и сажают в тюрьму. После отречения Николая II от престола Кваркваре становится героем революции. Однако затем обман раскрывается и Кваркваре приходится бежать, переодевшись в женское платье.

## В ролях
- Давид Абашидзе — Кваркваре Тутабери
- Галина Дадиани — Аграпина
- Нана Эсакия — Гултамзе
- Кетеван Шарикадзе — Лирса (озвучивала Александра Харитонова)
- Михаил Вашадзе
- Эроси Манджгаладзе
- Шота Габелия
- Виктор Нинидзе
- Кахи Кавсадзе — Тите Натутари (дублировал Артём Карапетян)
- Гиви Тохадзе — полковник (озвучивал Юрий Леонидов)
- Гурам Пирцхалава
- Баадур Цуладзе
- Анзор Урдия
- Абессалом Лория
- Давид Квирцхалия
- Сосо Лагидзе — Павле (озвучивал Валентин Брылеев)
- Важа Квиташвили